# Класифікація AERC
Категорії класифікації видів птахів за даними AERC: 
- A - види, зафіксовані у дикій природі принаймні один раз з 1 січня 1951 (так зване природне виникнення);
- B - види, зафіксовані у дикій природі у 1801-1950 роках (так зване природне виникнення, статус давній);
- C - індруковані види людиною свідомо або випадково, що утворюють самодостатні популяції (так зване вторинне природне виникнення);
- D - види, про які невідомо природне у них виникнення чи ні (так зване походження невідоме);
- E - види з неволі, а також ті, що введені або інтродуковані, які не утворюють самодостатніх популяцій (так зване неприродне виникнення).